# Stachelberg (dělostřelecká tvrz)

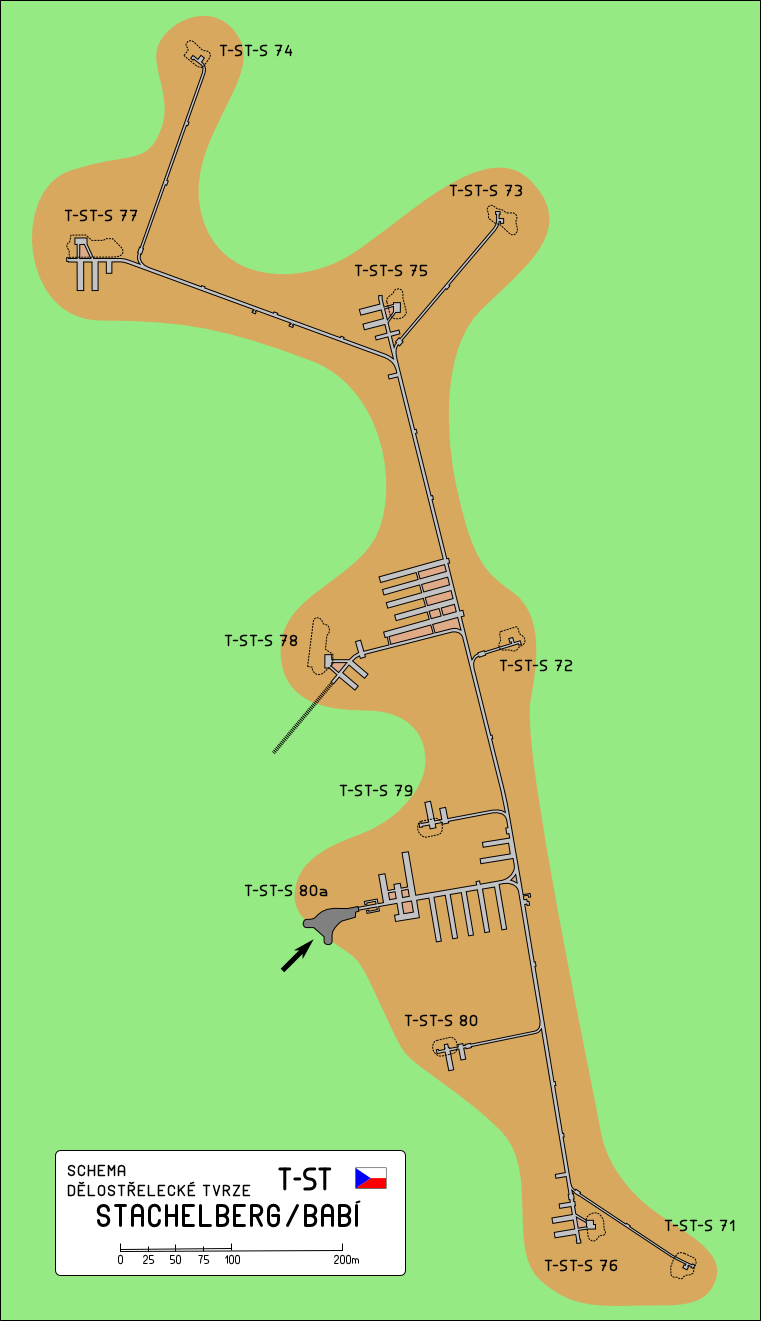
Schema podzemí tvrze

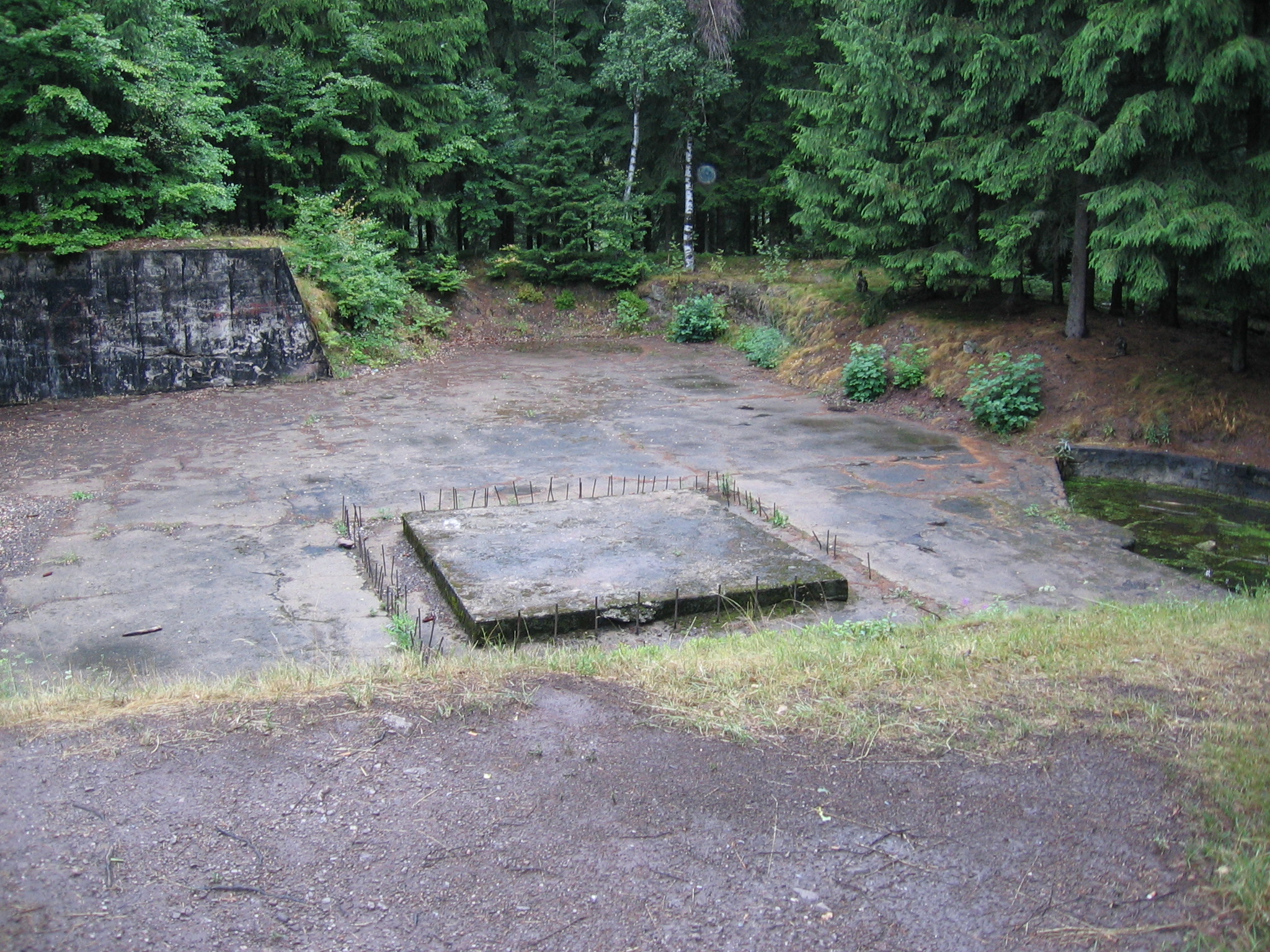
Skořápka pěchotního srubu T-S 74 U silnice se zabetonovanou šachtou

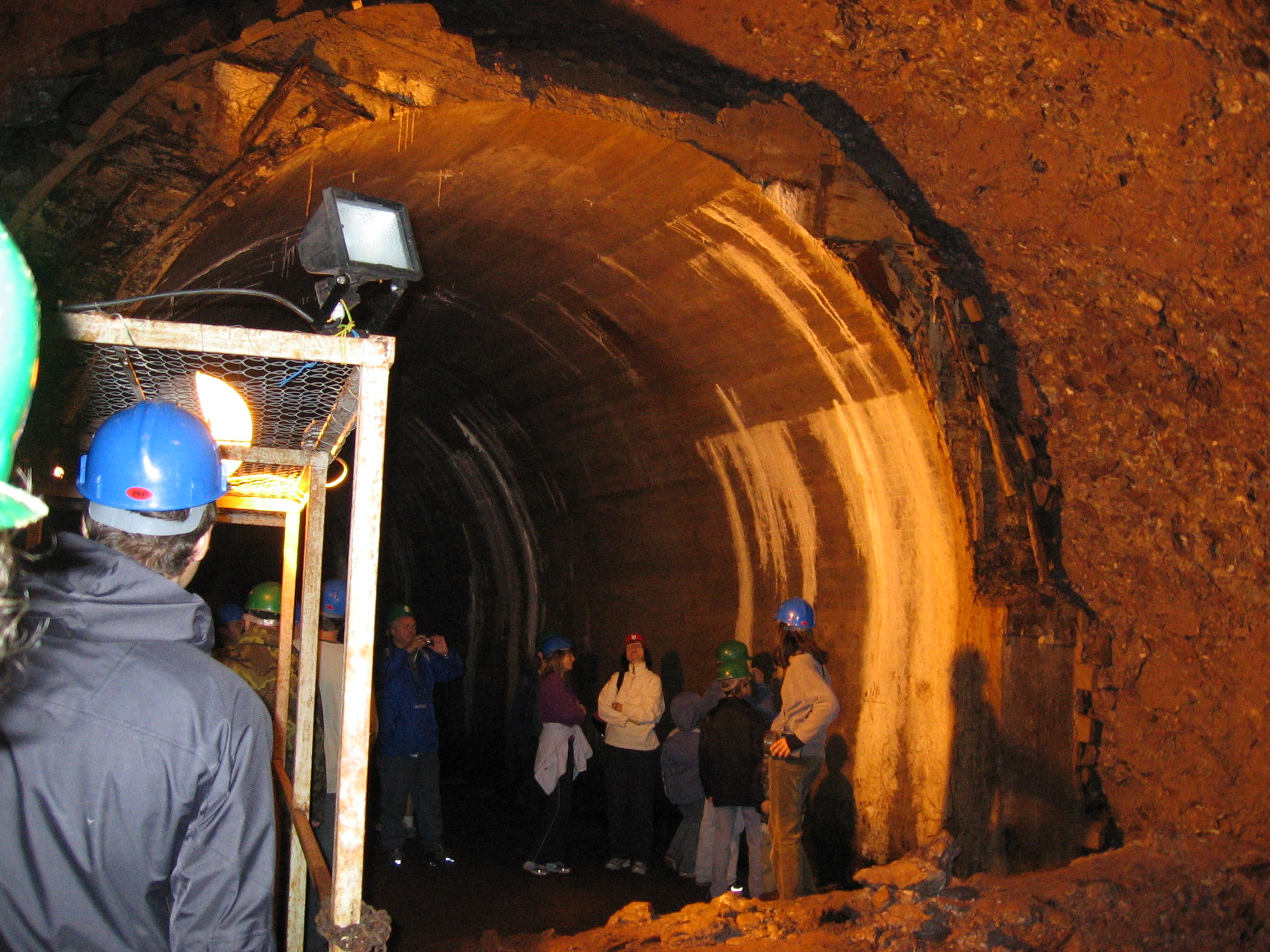
Podzemí tvrze – zpřístupněná část

Dělostřelecká tvrz Stachelberg (byl používán i český název Ježová hora) byla v letech 1937 a 1938 budována jako součást stálého československého opevnění. Nachází se na východním výběžku Krkonoš (kóta 632 Hřebínek) v blízkosti Rýchorského pralesa nad vesnicí Babí a městem Žacléř. Jejím úkolem bylo chránit Libavské sedlo, zemskou bránu mezi hřbetem Krkonoš a Vraními horami, kterou pravidelně v minulosti využívaly armády pro vpády do Čech i opačně (např. v roce 1866 během prusko-rakouské války 1. armádní sbor generála Adolfa von Bonina) nebo husité při spanilých jízdách do Slezska. Tvrz nebyla stavebně dokončena a dnes je v ní zřízeno vojenskohistorické muzeum.

## Projekt tvrze
Průzkum terénu v této lokalitě před zahájením konečné projekce a výstavby byl prováděn již v únoru 1935. V úvahu přicházely tři varianty v lokalitě: Baba (kóta 673m), Vrchy (kóta 716m) a Stachelberg/Hřebínek (kóta 632), která byla nakonec vybrána.
Při výběru lokality byly brány v úvahu nejvýhodnější pozice jednotlivých tvrzových srubů a na základě tohoto byly zpracovány alternativní studie vojenského charakteru. Stachelberg se tak stal dvanáctým strategickým objektem v obraně úseku Odra–Krkonoše a byl naplánován jako největší československá dělostřelecká tvrz.
Tvrz byla vyprojektována jako 11 srubů propojených podzemními chodbami a doplněných samostatnou dělostřeleckou pozorovatelnou.

## Objekty tvrze
V ose obranné linie byly vytyčeny pěchotní sruby S 71, S 72, S 73 a S 74 jako čelní obranné uskupení pro ostatní sruby tvrze. Na levém křídle (sever) byla linie zabezpečena izolovanými pěchotními sruby S 81a, S 81b a S 82, a na pravém křídle (jih) izolovanými pěchotními sruby S 69 a S 70. Pro dělostřelecké věže ve srubech S 75 a S 76 byly vybrány vyvýšeniny na pravém a levém křídle pevnosti. Na odvrácené straně hřebene (jihozápad) byly projektovány dva dělostřelecké sruby S 77 / S 78 a dva minometné sruby S 79 / S 80.
Posledním srubem, který je součástí podzemí tvrze, je vchodový objekt S 80a.
Součástí tvrze měl být i srub S 76a – izolovaná dělostřelecká pozorovatelna na kótě 674m – Baba pro pozorování bojiště a řízení palby. Protože byla pozorovatelna situována mimo centrum tvrze a ve větší vzdálenosti od nejbližších srubů S 71 a S 76, nebyla napojena na podzemí z důvodu vysokých nákladů na ražbu spojovací chodby.
Od ledna 1938 se oficiálně začal používat název Ježová hora, přesto je objekt znám pod hojně rozšířeným názvem Stachelberg (kóta), který je zároveň oficiálním názvem muzea, nebo lokálně užívaným názvem Babí (obec).
| kódové označení             | specifikace                           | krycí název | fáze výstavby                      |
| Sousední objekty tvrze – TO |                                       |             |                                    |
| T-S 69                      | izolovaný pěchotní srub               | -           | nepostaven                         |
| T-S 70                      | izolovaný pěchotní srub               | -           | postaven                           |
| Tvrzové objekty – TO        |                                       |             |                                    |
| T-S 71                      | pěchotní srub                         | -           | rozestavěn                         |
| T-S 72                      | pěchotní srub                         | Chlum       | rozestavěn                         |
| T-S 73                      | pěchotní srub                         | Polom       | postaven vstup do muzejní expozice |
| T-S 74                      | pěchotní srub                         | U silnice   | rozestavěn                         |
| T-S 75                      | dělostřelecká věž                     | -           | rozestavěna                        |
| T-S 76                      | dělostřelecká věž                     | -           | rozestavěna                        |
| T-S 76a                     | izolovaná dělostřelecká pozorovatelna | -           | nepostavena                        |
| T-S 77                      | dělostřelecký srub                    | -           | rozestavěn                         |
| T-S 78                      | dělostřelecký srub                    | -           | rozestavěn                         |
| T-S 79                      | minometná věž                         | -           | nepostavena                        |
| T-S 80                      | minometná věž                         | -           | nepostavena                        |
| T-S 80a                     | vchodový objekt                       | U Kanceláře | rozestavěn                         |
| Sousední objekty tvrze – TO |                                       |             |                                    |
| T-S 81a                     | izolovaný pěchotní srub               | Na hřebeni  | postaven                           |
| T-S 81b                     | izolovaný pěchotní srub               | Vrchy       | postaven                           |
| T-S 82                      | izolovaný pěchotní srub               | V končinách | postaven                           |

Výstavba tvrze byla zahájena na podzim 1937 firmami Ing. Zdenko Kruliš a Konstruktiva, a.s. – Praha. Stavebně měla být dokončena na podzim roku 1939. Na stavbě tvrze pracovalo nepřetržitě ve třech směnách 1 500 dělníků. Za jeden rok stavebních prací se podařilo v podzemí vylámat všechny chodby, ubytovací sály, skladiště i prostory pro elektrárnu a další technické zázemí, vybetonovány však byly pouze některé části podzemí (celkem asi 10 %).
Veškerý vytěžený materiál se používal na terénní úpravy na povrchu tvrze k zarovnání terénních nerovností, úvozů a sníženin. Tak by se stal povrch tvrze snadno přehlednou postřelovatelnou plochou, která neposkytuje útočníkům možnost úkrytu.
Po dokončení měla být tvrz vyzbrojena celkem deseti 100mm houfnicemi vz. 38 s dostřelem 12 km a rychlostí palby až 20 ran/min, osmi 4,7cm protitankovými kanóny vz. 36 s dostřelem 6 km a rychlostí střelby 35 ran/min; dále několika desítkami těžkých a lehkých kulometů pro obranu nejbližšího okolí vlastního povrchu tvrze.
Pro tvrz byla plánována posádka 778 mužů (46 důstojníků, 15 rotmistrů, 717 mužů); spolu s nimi mělo být v podzemí ubytováno dalších asi 240 mužů – dvě roty pěchoty – pro boj na povrchu tvrze.
Tvrz měla v případě úplného obklíčení a stálého vedení boje odolávat nepříteli až dva měsíce; na tak dlouho byly kalkulovány zásoby munice, potravin, pohonných hmot a dalšího vybavení.

## Mobilizace, Mnichovská dohoda a vyklizení tvrze
Veškeré stavební práce na tvrzi ustaly dne 23. září 1938[zdroj?], kdy byla vyhlášena všeobecná mobilizace československé armády. Tvrz, ačkoli nebyla dokončena, byla obsazena vojáky 17. hraničářského pluku z Trutnova, nouzově vyzbrojena a připravena k obraně. Zdaleka však nemohla plnit úkoly ani nároky na ni kladené v původních plánech.
Posádka tvrze se účastnila drobných ozbrojených střetnutí s příslušníky sudetoněmeckého Freikorpsu, kteří na území Československa pronikali z Liebau (dnes polská Lubawka). Ke skutečnému bojovému nasazení tvrzových objektů však nedošlo.
Dne 29. září 1938 byla v Mnichově podepsána Mnichovská dohoda, která přisoudila pohraniční oblasti Československa včetně Trutnovska německé Třetí říši. Veškeré zbraně, zařízení a vybavení, stroje a stavební materiál byly z tvrze odvezeny. Vše, co nešlo nebo nebylo možno evakuovat, bylo zničeno. Při vyklízení podzemí provedli ženisté několik odstřelů, kterými zavalili štoly ústící na povrch a odvodňovací systém tvrze. Díky vydatným podzemním pramenům se podzemí naplnilo během několika dní vodou, která zabraňovala přístupu do nitra tvrze až do roku 2000.
Jako první vstoupili na československé území příslušníci 8. pluku III. pěší divize Wehrmachtu, na tvrz konkrétně 9. rota tohoto pluku. Vzhledem k tomu, že tvrz byla nedokončená, podzemí zatopené a v jejím blízkém okolí se nacházelo několik osad a vesnic, neměli Němci zájem na ní testovat zbraně, cvičit jednotky ani ji jinak využívat. Po celou válku tak byla opuštěná. V roce 1945 byly objekty v prostoru tvrze nouzově připraveny k obraně před postupující Rudou armádou, k žádnému boji zde však nedošlo.

## Poválečné období a dnešní stav
Několik let po válce se ještě o vojenském využití uvažovalo, od 50. let však byla tato myšlenka opuštěna, stejně jako tvrze Stachelberg. Jediný dokončený objekt T-S 73 byl v 80. letech využíván jako skladiště chemikálií (aredin), které byly z objektu vyklizeny v roce 1990.
Od roku 1993 funguje na tvrzi neustále rozšiřované muzeum československého opevnění. K poslednímu rozšíření expozice došlo na jaře 2010, kdy byla zpřístupněna celá podzemní kasárna. Prohlídka podzemních prostor se tak prodloužila na 1 hodinu.
Provozovatelem muzea se stalo od počátku družstvo Fortis se sídlem v Trutnově. Od roku 2005 převzalo správu tvrze občanské sdružení Stachelberg (od roku 2015 změněn název na Stachelberg, z.s.), nástupnická organizace Fortisu. Pro všechny členy sdružení je společné nadšení a zájem o historii československého opevnění. Tvrz uvádějí do původního stavu ve svém volném čase a bez nároku na odměnu, muzeum nemá žádného placeného zaměstnance a veškeré rekonstrukční práce jsou hrazeny téměř výhradně ze vstupného.
Postupně byl rekonstruován objekt T-S 73, kde je umístěna hlavní část expozice a který je dnes také jediným vstupem do podzemního komplexu (vstup s průvodcem minimálně 1× za hodinu dle aktuální informace na pokladně muzea). Dalším přístupným objektem je lehký objekt vz.37, který je vyzbrojen a uveden do stavu v roce 1938. Příležitostně jsou přístupné i další objekty vz.37, které jsou upraveny do podoby přibližující pozdější využití opevnění (německé úpravy z doby okupace a poválečná reaktivace). Po povrchu a okolí tvrze provede návštěvníky naučná stezka spojující Stachelberg se samostatným pěchotním srubem T-S 63 v Libči.

## Přístupové cesty
Autobusem z Trutnova nebo Žacléře (linka 401), vystoupit na zastávce Babí-pevnost. Ze zastávky po značené cestě asi 300 m.
Autem nebo na kole po silnici č. 300 z Trutnova do Žacléře, parkoviště je u autobusové zastávky nad obcí Babí (z Trutnova 10 km, ze Žacléře 5 km).
Po červené turistické trase (Cesta bratří Čapků) z Trutnova přes Zámecký vrch. Nebo z druhé strany od Pomezních bud přes Albeřice a Rýchory.
Dnes je možné se na tvrz dostat také po naučné stezce z Libče od pěchotního srubu T-S 63. Cesta je značená a vede středně těžkým terénem, cestou je možno zhlédnout 8 postavených pěchotních srubů a jednu základovou desku včetně rozestavěné tvrze Stachelberg. U každého objektu jsou umístěny informační panely věnující se problematice Čs. opevnění.